# Jardín botánico de Toronto
El Jardín Botánico de Toronto (o en inglés: Toronto Botanical Garden de acrónimo TBG ), es un jardín botánico e invernadero de 4 acres (1.62 hectáreas) de extensión, situado en Toronto, Canadá, (provincia de Ontario).
Su lema es "The little garden with big ideas" (El pequeño jardín con grandes ideas), alberga 17 jardines temáticos.
El código de identificación del Toronto Botanical Garden como miembro del "Botanic Gardens Conservation Internacional" (BGCI), así como las siglas de su herbario es GCL.

## Localización
El Toronto Botanical Garden (TBG) se ubica en la esquina noreste de los Edwards Gardens.
Toronto Botanical Garden 777 Lawrence Avenue East Toronto Ontario M3C 1P2 Canadá.
Planos y vistas satelitales.43°44′2″N 79°21′34″O / 43.73389, -79.35944
El jardín está abierto 7 días a la semana, desde la salida del sol hasta el ocaso de 9am a 5pm diariamente.
El TBG anteriormente llamado como "Civic Garden Centre" es una organización sin fines de lucro, hortícola y educativa con la misión de conectar a las personas, las plantas y el mundo natural a través de la educación, la inspiración y el liderazgo.

## Historia

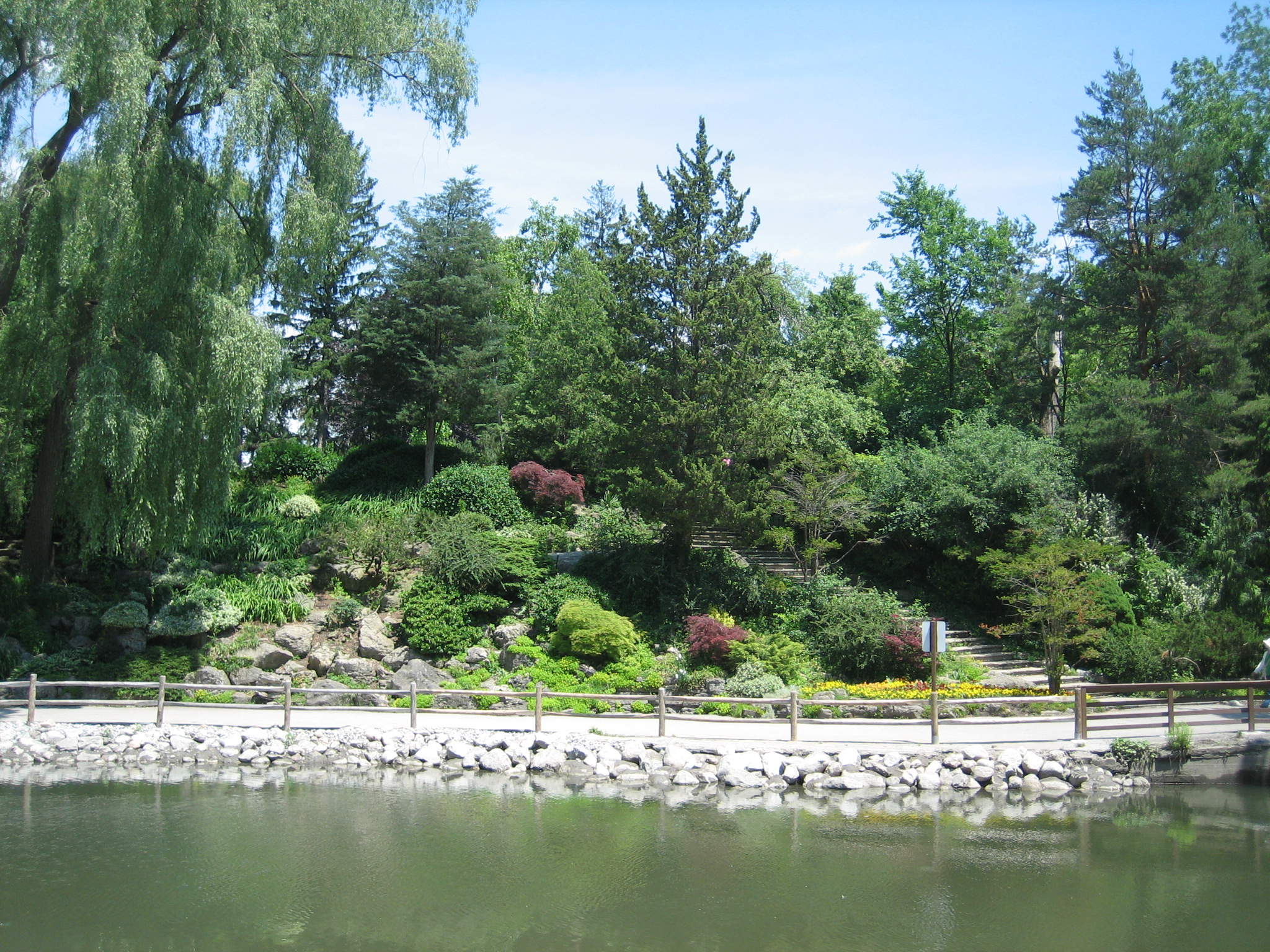
Charca en los Edwards Gardens.

Los Edwards Gardens se trata de un jardín de una antigua finca que cultivaban plantas anuales, rosas, flores silvestres, y una gran rocalla.
La finca era propiedad del pionero colono Alexander Milne, tejedor de lana oriundo de Escocia quien se estableció aquí después de la guerra de 1812 y se fue en 1832. La tierra y las instalaciones de tratamiento de las lanas pasaron a manos de Rupert E. Edwards, quién en 1944 creó su mansión.
Los terrenos y casa de Edwards quedaron en el abandono y fue adquirida por el Ayuntamiento de Metro Toronto en 1955 y se convirtió en los "Edwards Gardens" en 1956. El "Civic Garden centre" fue trasladado a otra localización, a la propiedad y casa Milne en la Antigua Avenida Lawrence.
Los "Edwards Gardens" es uno de los varios parques ubicados en el sistema de barrancas de Toronto, muchas de las cuales están conectadas por rutas de senderismo y ciclismo que terminan en las orillas del Lago Ontario. Los jardines bien cuidados y los bien cuidados macizos de flores del parque lo convierten en un destino popular para las parejas recién casadas para tomar fotografías de boda.
Anteriormente conocido como "Toronto Civic Garden Centre", el actual TBG abrió sus puertas como reacondicionado jardín botánico en 2003.

### Fondos del jardín botánico
A diferencia de otros muchos jardines botánicos de América del Norte, el TBG no recibe fondos de los gobiernos provinciales o federales, y produce más del 95% del presupuesto de funcionamiento de las TIC mediante ingresos propios a través de cuotas de membresía, eventos de recaudación de fondos, cursos, y de la generosidad de los donantes individuales y corporativos.

## Colecciones
Aproximadamente cuatro acres conforman los jardines del Jardín botánico de Toronto, que consta de 17 jardines temáticos:
- "Woodland Walk" (Sendero por el bosque) es el más reciente, y el añadido más grande, consta de árboles nativos, arbustos, plantas perennes y prado de flores silvestres lo que representa el bosque de CarolinaCarolinian Forest, la sabana y la pradera nativas de esta área de Toronto.
- "Entry Garden" (Jardín de la entrada), próximo al anterior está patrocinado por el "Garden Club of Toronto", diseñado por el viverista holandés Piet Oudolf, este jardín se compone de plantas perennes y crasas ornamentales que se han sembrado para crear el sofisticado prado que recibe a los visitantes en la entrada.
- Colección de heleboros, y bulbos.
- "Arrival Courtyard" (Patio de Entrada) con una cortina de agua,
- "West View Terrace" (Terraza con Vistas al Oeste), con un canal de agua.
- Techo verde en el edificio del jardín botánico, este tiene dos techos verdes, un espacio llano plantado con especies nativas perennes, y el otro inclinado sembrado con variedades de Sedum. Estos son parte del certificado de plata LEED del TBG "Silver LEED Certification"[4] en el que se incluye la recolección de agua de lluvia a partir de las instalaciones de recogida, así como la construcción de dos cisternas donde se almacena que se encuentran lindando con las colecciones de plantas perennes. El equipo de personal del jardín trabaja en un cobertizo de paja también con un techo verde de plantas perennes nativas.

## Actividades con los niños
Desde 1998, el jardín botánico de Toronto ha ofrecido una variedad de programas diseñados para estimular la curiosidad de los niños acerca de la naturaleza y la jardinería a través de experiencias prácticas.
Cada año el "TBGKids" educa a más de 6.000 niños a través de visitas a las escuelas de verano y campamentos de campo a través, programas familiares, e iniciativas de alcance comunitario. Los niños aprenden en el jardín de enseñanza que incorpora las parcelas de demostración y un jardín de vegetales orgánicos sembrado y cosechado cada año por los niños.
El TBG dona los productos recolectados que produce cada año el "Teaching Garden" al banco de alimentos del "North York Harvest Food Bank".

### Biblioteca de la Familia Weston
La "Weston Family Library" (Biblioteca de la Familia Weston) del TBG es la mayor biblioteca privada hortícola en Canadá. Los recursos de la biblioteca tratan de temas de horticultura doméstica, el paisaje como diseño, arreglos de flores, especies de plantas, hierbas y verduras que son cultivadas, la agricultura urbana, y muchos otros. Las colecciones incluyen títulos para niños, materiales de referencia, revistas y periódicos, DVD, históricos y libros raros. Solo mediante la membrecía se pueden pedir prestados materiales de la biblioteca de la familia Weston, el espacio de objetos está abierto al público y cualquier persona puede navegar y utilizar los materiales de la biblioteca. La biblioteca ofrece cursos y programas para adultos y niños, y cuenta con una galería de arte con exposiciones temporales con temas hortícolas.